# محوطه خرابه گندی
محوطه خرابه گندی مربوط به سده‌های میانه دوران‌های تاریخی پس از اسلام است و در شهرستان ماهنشان، بخش مرکز ی، دهستان ماهنشان، ۱ کیلومتری غرب روستای گندی، سمت چپ جاده خاکی واقع شده و این اثر در تاریخ ۱۵ دی ۱۳۸۷ با شمارهٔ ثبت ۲۴۰۶۱ به‌عنوان یکی از آثار ملی ایران به ثبت رسیده است.